# Prvenstvo Hrvatske u dvoranskom hokeju 2001.
Prvenstvo Hrvatske u dvoranskom hokeju za 2001. je sedmi put zaredom osvojio Marathon iz Zagreba. 

Prvenstvo je igrano između 13. siječnja i 11. ožujka 2001.

## Ljestvice

### I. A liga
| mj | klub                       | ut | pob | ner | por | gol+ | gol- | bod |
| -- | -------------------------- | -- | --- | --- | --- | ---- | ---- | --- |
| 1. | Marathon (Zagreb)          | 9  | 5   | 1   | 3   | 55   | 41   | 16  |
| 2. | Zelina (Sveti Ivan Zelina) | 9  | 5   | 1   | 3   | 53   | 53   | 16  |
| 3. | Mladost (Zagreb)           | 9  | 4   | 2   | 3   | 42   | 44   | 14  |
| 4. | Jedinstvo (Zagreb)         | 9  | 1   | 2   | 6   | 36   | 49   | 5   |

### I. B liga
| mj | klub                | ut | pob | ner | por | gol+ | gol- | bod |
| -- | ------------------- | -- | --- | --- | --- | ---- | ---- | --- |
| 1. | Trešnjevka (Zagreb) | 6  | 5   | 0   | 1   | 19   | 10   | 15  |
| 2. | Concordia (Zagreb)  | 6  | 3   | 0   | 3   | 21   | 17   | 9   |
| 3. | Zagreb (Zagreb)     | 6  | 2   | 0   | 4   | 16   | 22   | 6   |
| 4. | Atom (Zagreb)       | 6  | 2   | 0   | 4   | 15   | 22   | 6   |

### II. liga
| mj | klub                                | ut | pob | ner | por | gol+ | gol- | bod |
| -- | ----------------------------------- | -- | --- | --- | --- | ---- | ---- | --- |
| 1. | Zagrebački hokejski centar (Zagreb) | 10 | 8   | 0   | 2   | 53   | 22   | 24  |
| 2. | Centar (Zagreb)                     | 10 | 7   | 1   | 2   | 50   | 29   | 22  |
| 3. | Akademičar (Zagreb)                 | 10 | 5   | 1   | 4   | 47   | 43   | 16  |
| 4. | Trnje (Zagreb)                      | 10 | 5   | 0   | 5   | 40   | 32   | 15  |
| 5. | Sloga (Zagreb)                      | 10 | 4   | 0   | 6   | 33   | 38   | 12  |
| 6. | Infosistem (Zagreb)                 | 10 | 0   | 0   | 10  | 10   | 69   | 0   |